# SS City of Paris
Сити оф Пэрис (англ. SS City of Paris) — британский пассажирский лайнер компании Inman Line, который с 1889 по 1891 год и с 1892 по 1893 год удерживал Голубую Ленту Атлантики как самый быстрый корабль на Североатлантическом маршруте. Корабль-побратим SS City of New York и соперник лайнеров компании Уайт Стар «Тевтоник» и «Маджестик», он оказался самым быстрым из двухвинтовых экспресс-лайнеров.
В 1893 году он был переименован в Paris и передан в реестр США, когда Inman Line была объединена с American Line. Он и его побратим были соединены с новыми американскими построенными St. Louis и St. Paul, чтобы сформировать одну из главных атлантических служб, известную как «большая четверка».
Paris служил военно-морскому флоту США в качестве вспомогательного крейсера USS Yale во время Испано-Американской войны и запомнился тем, что проскользнул в гавань Сан-Хуана, Пуэрто-Рико, под испанскими пушками крепости Морро.
После того, как Paris вернулся на коммерческую службу, он был серьёзно поврежден в 1899 году, когда он насел на мель у британского побережья. Перестроенный и переименованный в Philadelphia, он плавал на американской линии, пока снова не был реквизирован во время Первой мировой войны как транспортный Harrisburg. После войны он продолжала работать в Американ Лайн до 1920 года и был списан в 1923 году.